# Asplenium griffithianum
Asplenium griffithianum är en svartbräkenväxtart som beskrevs av William Jackson Hooker. Asplenium griffithianum ingår i släktet Asplenium och familjen Aspleniaceae. Inga underarter finns listade.